# Partido judicial de Celanova
El Partido judicial de Celanova es uno de los 45 partidos judiciales en los que se divide la comunidad autónoma de Galicia, siendo el partido judicial n.º 9 de la provincia de Orense.
Comprende a las localidades de La Bola, Cartelle, Celanova, Gomesende, La Merca, Quintela de Leirado y Ramiranes.
La cabeza de partido y por tanto sede de las instituciones judiciales es Celanova. La dirección del partido se sitúa en la Plaza de Cervantes de la localidad. Celanova cuenta con un Juzgado de Primera Instancia e Instrucción.